# Alex Beniaidze
Alex Beniaidze (ur. 8 lutego 1991 w Duszeti) – gruziński narciarz alpejski.

## Osiągnięcia

### Igrzyska olimpijskie
| Miejsce | Dzień     | Rok  | Miejscowość | Konkurencja | Czas biegu | Strata | Zwycięzca  |
| ------- | --------- | ---- | ----------- | ----------- | ---------- | ------ | ---------- |
| DNF1    | 19 lutego | 2014 | Soczi       | Gigant      | 2:45,29    | –      | Ted Ligety |
| DNF1    | 22 lutego | 2014 | Soczi       | Slalom      | 1:41,84    | –      | Mario Matt |

### Mistrzostwa świata
| Miejsce | Dzień     | Rok  | Miejscowość            | Konkurencja | Czas biegu | Strata | Zwycięzca            |
| ------- | --------- | ---- | ---------------------- | ----------- | ---------- | ------ | -------------------- |
| BDNF1   | 13 lutego | 2009 | Val d’Isère            | Gigant      | 2:18,82    | –      | Carlo Janka          |
| 35.     | 15 lutego | 2009 | Val d’Isère            | Slalom      | 1:44,17    | –      | Manfred Pranger      |
| 50.     | 18 lutego | 2011 | Garmisch-Partenkirchen | Gigant      | 2:10,56    | +10,36 | Ted Ligety           |
| DNF1    | 20 lutego | 2011 | Garmisch-Partenkirchen | Slalom      | 1:41,72    | –      | Jean-Baptiste Grange |
| BDNF1   | 15 lutego | 2013 | Schladming             | Gigant      | 2:28,92    | –      | Ted Ligety           |
| BDSQ2   | 17 lutego | 2013 | Schladming             | Slalom      | 1:51,03    | –      | Marcel Hirscher      |
| 44.     | 13 lutego | 2015 | Vail/Beaver Creek      | Gigant      | 2:34,16    | +13,61 | Ted Ligety           |
| BDSQ2   | 15 lutego | 2015 | Vail/Beaver Creek      | Slalom      | 1:57,47    | –      | Jean-Baptiste Grange |
| DNF1    | 17 lutego | 2017 | Sankt Moritz           | Gigant      | 2:13,31    | –      | Marcel Hirscher      |
| 56.     | 19 lutego | 2017 | Sankt Moritz           | Slalom      | 1:34,75    | –      | Marcel Hirscher      |
| DNF1    | 15 lutego | 2019 | Åre                    | Gigant      | 2:20,24    | –      | Henrik Kristoffersen |
| BDSQ1   | 17 lutego | 2019 | Åre                    | Slalom      | 2:05,86    | –      | Marcel Hirscher      |

### Mistrzostwa świata juniorów
| Miejsce | Dzień       | Rok  | Miejscowość   | Konkurencja | Czas biegu | Strata | Zwycięzca         |
| ------- | ----------- | ---- | ------------- | ----------- | ---------- | ------ | ----------------- |
| DNF1    | 30 stycznia | 2011 | Crans-Montana | Gigant      | 2:19,62    | –      | Alexis Pinturault |
| 30.     | 31 stycznia | 2011 | Crans-Montana | Slalom      | 1:28,54    | +7,62  | Reto Schmidiger   |